# دهه ۱۴۰۰ (میلادی)
دههٔ ۱۴۰۰ (میلادی) صد و چهلمین دههٔ تقویم میلادی است.

## درگذشتگان
‎